# Georges Dufrénoy
Georges Dufrénoy (20. června 1870 v Thiais – 9. prosince 1943 v Salles-en-Beaujolais) byl francouzský postimpresionistický malíř.

## Životopis
Po Pařížské komuně 1871 se jeho rodiče přestěhovali do Paříže na Place des Vosges, kde Dufrénoy strávil převážnou část svého života. Jeho tvorbu ovlivnil Claude Monet, maloval zátiší a krajiny v impresionistickém stylu. Protože často cestoval po Itálii, jeho námětem byly vedle Paříže také Siena, Benátky a Janov. Dufrénoy často vystavoval v Paříži v „Salon des artistes indépendants“ a v „Salon d'automne“. Jeho obrazy byly vystaveny rovněž na světové výstavě 1910 v Bruselu, na výstavě v Lutychu v roce 1921 a v roce 1926 na výstavě „Trente ans d'art indépendant“ v Grand Palais v Paříži. V roce 1929 obdržel za Nature morte au violon v Pittsburghu Carnegieho cenu. Svou poslední výstavu měl v roce 1939. Zemřel v Salles-en-Beaujolais v departementu Rhône, kde trávil část roku. Po své smrti měl výstavu v roce 1948 v Musée Galliera v Paříži a 1992 na radnici 3. obvodu.
V roce 1936 se stal porotcem pro vyhlašování Prix de Rome a tuto funkci zastával do roku 1942. V roce 1938 získal Řád čestné legie.